# فريدريك ريتشارد إدموند إيميت
فريدريك ريتشارد إدموند إيميت (بالإنجليزية: Frederick Richard Edmund Emmett)‏ هو موسيقي نيوزلندي، ولد في 11 ديسمبر 1903، وتوفي في 3 يوليو 1974.